# Peru (Indiana)
Peru – miasto w Stanach Zjednoczonych, w stanie Indiana, siedziba administracyjna hrabstwa Miami.